# 인도태평양어족
인도·태평양어족(Indo-Pacific languages)은 조지프 그린버그가 1971년 제안한 가설적 대어족으로, 현재는 주류 학계에서 받아들여지지 않는다.
가설은 뉴기니섬과 주변 도서에서 사용되는 비-오스트로네시아 언어인 파푸아 제어에 더하여 안다만 제도에서 사용되는 안다만 제어(혹은 적어도 대안다만어족) 및 태즈메이니아에서 사용되는 태즈메이니아 제어를 모두 묶은 것인데, 두 지역 모두 뉴기니에서 멀리 떨어져 있다. 그린버그가 찾은 동계 어휘들은 더 범위가 작은 트랜스뉴기니어족의 반영으로 밝혀졌다. 한편 그린버그는 원래 가설에서 오스트레일리아 언어는 포함하지 않았다. 최근의 제안에서는 이 가설에 고립된 언어로 여겨지는 쿠순다어도 추가되었다.

## 가설
그린버그의 지지자인 메릿 룰렌(Merritt Ruhlen)은 인도-태평양어족을 매우 오래된 어족으로 간주하며, 불과 6,000년 전에 시작된 동남아시아로부터의 이주를 반영하는 오스트로네시아어족보다 훨씬 오래되었다고 주장한다. 그는 뉴기니에 최소한 40,000년 전, 어쩌면 그보다 10,000~15,000년 더 일찍부터 현대 인류가 거주했다고 지적한다. 루이지 루카 카발리-스포르차(Luigi Luca Cavalli-Sforza)는 인도-태평양어족을 700개 언어로 구성된 매우 다양성이 높은 어족으로 보고 40,000년 이상 오래되었을 수 있다고 제안한다.

## 평가
로저 블렌치는 가설이 사실일 가능성이 낮아보인다고 일축하면서 "순수한 언어학적 작업이라고 주장했지만... 이 지역에서 오스트로네시아어에 속하지 않는 곱슬머리를 가진 인구의 모든 언어를 편리하게 쓸어버렸다"고 지적했다. 조지 반 드림 (2001)은 이것이 범-네그리토라는 구식 형질인류학적 개념에 기반할 뿐이라고 비판했다.
스티븐 웜은 가설을 검토하면서 대안다만어족, 서파푸아어족, 그리고 티모르섬의 일부 언어 간의 어휘 유사성이 "상당히 놀라우며 여러 예시에서 사실상 형식적으로 동일한 수준"이라고 서술했지만, 이것이 직접적인 관계가 아닌 기층 언어에 의한 것이라고 보았다.

## 같이 보기
- 네그리토